# Fussballer des Jahres (Liechtenstein)
Der  Fussballer des Jahres in Liechtenstein wurde von der Saison 1980/81 bis 2007/08 jeweils zum Ende der Saison gekürt. Die für alle offene Wahl wurde vom Vaduzer Medienhaus veranstaltet.
Seit 2009 zeichnet der Liechtensteiner Fussballverband die Titelträger eigenständig aus. Hierzu ist der LFV-Award ins Leben gerufen worden, bei welchem Fachgremien und Publikum in drei Kategorien jährlich einen Titel vergeben. Die Kategorien sind Fussballer des Jahres, Nachwuchsfussballer des Jahres und Trainer des Jahres.

## Fussballer des Jahres
- 1980/81: Branko Eskinja
- 1981/82: Manfred Frick
- 1982/83: Branko Eskinja
- 1983/84: Georges Rudics
- 1984/85: Roland Moser
- 1985/86: Roland Moser
- 1986/87: Harry Schädler
- 1987/88: Manfred Büchel
- 1988/89: Manfred Büchel
- 1989/90: Manfred Frick
- 1990/91: Roger Zech
- 1991/92: Martin Oehry
- 1992/93: Martin Heeb
- 1993/94: Mario Frick
- 1994/95: Roland Moser & Martin Heeb
- 1995/96: Harry Zech
- 1996/97: Daniel Hasler
- 1997/98: Martin Stocklasa
- 1998/99: Mario Frick
- 1999/00: Martin Stocklasa
- 2000/01: Daniel Hasler
- 2001/02: Mario Frick
- 2002/03: Daniel Hasler
- 2003/04: Benjamin Fischer
- 2004/05: Thomas Beck
- 2005/06: Franz Burgmeier
- 2006/07: Mario Frick
- 2007/08: Gaspar
- 2009: Martin Stocklasa
- 2010: Martin Stocklasa
- 2011: Martin Stocklasa
- 2012: Michele Polverino
- 2013: Michele Polverino
- 2014: Peter Jehle
- 2015: Nicolas Hasler
- 2016: Peter Jehle
- 2017: Nicolas Hasler
- 2018: Nicolas Hasler
- 2019: Dennis Salanović
- 2022: Benjamin Büchel
- 2023: Benjamin Büchel
- 2024: Benjamin Büchel

## Fussballerin des Jahres
- 2022: Fiona Batliner
- 2023: Fiona Batliner
- 2024: Fiona Batliner

## Nachwuchsfussballer des Jahres
- 2009: David Hasler
- 2010: David Hasler
- 2011: Nicolas Hasler
- 2012: Nicolas Hasler
- 2013: Sandro Wieser
- 2014: Dennis Salanović

## Sonderpreis «LFV Auszeichnung»
2015 wurde erstmals der Sonderpreis «LFV Auszeichnung» vergeben, welcher die Auszeichnung zum Nachwuchsfussballer des Jahres ersetzt.
- 2015: Yves Oehri
- 2016: Benjamin Büchel
- 2017: Maximilian Göppel
- 2018: Lena Göppel
- 2019: Martin Büchel & Martin Rechsteiner

## Trainer des Jahres
- 2009: Uwe Wegmann
- 2010: Eric Orie
- 2011: Michael Nushöhr
- 2012: Uwe Wegmann
- 2013: Mario Frick
- 2014: Giorgio Contini
- 2015: Raphael Rohrer
- 2016: Giorgio Contini
- 2017: Vito Troisio
- 2018: Daniele Polverino
- 2019: Patrick Winkler
- 2022: Mario Frick
- 2023: Mario Frick
- 2024: Mario Frick